# سامسونگ گلکسی آ۷۰
سامسونگ گلکسی آ۷۰ (به انگلیسی: Samsung Galaxy A70) یک فبلت است که توسط سامسونگ تولید شده و در مارس ۲۰۱۹ میلادی در یک رویداد مطبوعاتی رونمایی شد. گلکسی آ۷۰ از دوربین اصلی و سلفی ۳۲ مگاپیکسلی و پردازنده اسنپ‌دراگون ۶۷۵ و پردازنده گرافیکی آدرنو ۶۱۲ بهره می‌برد. رم این محصول ۶/۸ گیگابایت به همراه حافظه داخلی ۱۲۸ گیگابایت می‌باشد.
از مشخصات این گوشی می‌توان به باتری ۴۵۰۰ میلی‌آمپری همراه با شارژ سریع ۲۵ واتی و نمایشگر سوپر امولد با حسگر اثرانگشت زیر نمایشگر از نوع اپتیکال نام برد.
در ۲۷ سپتامبر ۲۰۱۹ نسخهٔ بهبود یافتهٔ این گوشی با نام آ۷۰ اس در بازار هند عرضه شد. این گوشی به‌جز دوربین و طراحی، تفاوت دیگری با آ۷۰ نداشت. در این گوشی دوربین اصلی ۳۲ مگاپیکسل با گشودگی دیافراگم ۱٫۷ جای خود را به یک دوربین ۶۴ مگاپیکسل با گشودگی دیافراگم ۱٫۸ داده‌است که می‌تواند چهار پیکسل را به یک پیکسل تبدیل کند و یک تصویر ۱۶ مگاپیکسل را ثبت کند که عملکرد دوربین در نور ضعیف را بهبود می‌بخشد. این گوشی همچنین دارای قابلیت «سوپر استادی ویدئو»، مانند سامسونگ گلکسی نوت ۱۰ و حالت شب دوربین است. طراحی فریم پشتی این گوشی نیز دچار تغییر شده‌است.
در ۱۲ دسامبر ۲۰۱۹، سامسونگ گلکسی آ۷۱ به عنوان جانشین گلکسی آ۷۰ معرفی شد. این دستگاه دارای یک نمایشگر Infinity-O با اندازه و رزولوشن مشابه با همان اندازه و رزولوشن آ۷۰ و آ۷۰ اس، دوربین ماکرو، رزولوشن بالاتر دوربین اولترا واید، اندروید ۱۰ با پشتیبانی نرم‌افزاری ۳ ساله، رنگ‌های جدید و سیستم روی یک تراشه قوی‌تر اسنپ‌دراگون ۷۳۰ است. این گوشی در ۳۱ ژانویه ۲۰۲۰ عرضه شد.